# 콜먼-와인버그 모형
양자장론에서 콜먼-와인버그 모형(영어: Coleman–Weinberg model)은 복사보정으로 인하여 자발 대칭 깨짐이 일어나는 스칼라 양자 전기역학 모형이다.

## 역사
시드니 콜먼과 에릭 와인버그 (Erick J. Weinberg)가 원래 표준 모형의 계층 문제를 해결하기 위하여 도입하였다. 표준 모형에서는 전약력 자발 대칭 깨짐 눈금이 플랑크 눈금에 비하여 매우 작다. 그러나 표준 모형은 자발 대칭 깨짐 눈금의 크기를 낮출 수 있는 아무런 대칭이 없다. 시드니 콜먼과 에릭 와인버그는 아예 대칭 자발 대칭 깨짐 눈금이 정확히 0이고, 실제 자발 대칭 깨짐은 양자요동에 인한 것이라고 제안하였다. 이를 보이기 위하여, 콜먼과 와인버그는 스칼라 양자 전기역학의 경우 이와 같은 현상이 일어날 수 있다는 사실을 보였다. 이를 콜먼-와인버그 모형이라고 한다.
표준 모형에 이 메커니즘을 적용하면 힉스 보손 및 Z보손의 대략적인 질량을 예측할 수 있다.
{\displaystyle m_{H}\lesssim 10{\text{ GeV}}}
{\displaystyle m_{t}\lesssim m_{Z}}
그러나 이 예측은 실험적으로 반증되었다. 따라서 전약력 대칭은 콜먼-와인버그 메커니즘으로 깨지지 않는다.

## 구성
콜먼-와인버그 모형은 우선 스칼라 양자 전기역학의 라그랑지언으로부터 시작한다.
{\displaystyle {\mathcal {L}}=-{\frac {1}{4}}F^{2}+(D\phi )^{2}-m^{2}\phi ^{2}-{\frac {\lambda }{6}}\phi ^{4}}
여기서 제곱 질량 {\displaystyle m^{2}}을 음수로 잡으면 자발 대칭 깨짐이 생긴다. 여기에 양자 요동으로 인한 유효 퍼텐셜을 계산한 후 제곱 질량을 0으로 극한을 잡으면, 원래 자발 대칭 깨짐을 일으킨 항이 사라져도 자발 대칭 깨짐은 남는다. 즉, {\displaystyle m^{2}}의 값에 따라 일차 상전이가 존재한다.
콜먼-와인버그 모형은 3차원의 긴즈부르크-란다우 이론을 4차원으로 옯긴 것이다.

## 같이 보기
- 사승 상호작용